# Выдрица (приток Мсты)
Выдрица (Выдринка) — река в России, протекает по территории Волокского сельского поселения и Кировского сельского поселения Боровичского района Новгородской области. Устье реки находится в 280 км по правому берегу реки Мста, в трёх километрах ниже деревни Береговая Коломенка. Длина реки составляет 24 км, площадь водосборного бассейна 153 км².
В 13 км от устья, в километре выше по течению — к северо-западу от урочища Солохино, по правому берегу реки впадает река Дора.
На берегу Выдрицы около истока стоит деревня Клин, ниже — деревня Торопина Мельница Волокского сельского поселения.
На берегу Серебрянки, притока Выдрицы, стоит деревня Серафимовка.

## Данные водного реестра
По данным государственного водного реестра России относится к Балтийскому бассейновому округу, водохозяйственный участок реки — Мста без реки Шлина от истока до Вышневолоцкого г/у, речной подбассейн реки — Волхов. Относится к речному бассейну реки Нева (включая бассейны рек Онежского и Ладожского озера).
Код объекта в государственном водном реестре — 01040200212102000020865.